# Benjamin Baker Moeur
Benjamin Baker Moeur (Tennessee, 22 de dezembro de 1869 — Tempe, 16 de março de 1937) foi um político norte-americano que foi governador do estado norte-americano do Arizona, no período de 1933 a 1937, pelo Partido Democrata.

## Biografia
Nasceu em Decherd, Tennessee e frequentou a escola de medicina em Little Rock, Arkansas. Depois de se formar em 1896, Moeur mudou-se para Tempe, Arizona, e começou a exercer a medicina. Ele foi um representante do Condado de Maricopa na Convenção da Constituição do Estado do Arizona em 1910. Ele também atuou no Conselho Escolar de Tempe e atuou como Secretário do Conselho de Educação do Arizona State Teacher's College (o precursor da Arizona State University) em Tempe.
Durante o governo de Moeur, ele mobilizou a Guarda Nacional do Arizona para impedir a construção da Represa Parker, que estava sendo construída principalmente para desviar mais água para a área de Los Angeles. A mobilização foi em parte um constrangimento, pois as tropas chegaram por meio de um barco a vapor antiquado, que ficou preso. Suas tropas foram resgatadas por trabalhadores da Califórnia que trabalhavam na barragem. O motivo principal de Moeur, no entanto, foi posteriormente justificado pela Suprema Corte dos Estados Unidos quando determinou que a Califórnia e o Bureau of Reclamation estavam construindo a barragem Parker ilegalmente porque a barragem nunca foi devidamente autorizada. A legislação subsequente corrigiu esse erro e a construção continuou em ritmo acelerado.
 

O governador Moeur cumpriu dois mandatos (1933-1937) e morreu 71 dias após deixar o cargo. Ele morreu em Tempe, onde está enterrado no Cemitério Double Butte.